# Lewis Yelland Andrews
Lewis Yelland Andrews (Ashfield, 26 de septiembre de 1896 – Nazaret, 26 de septiembre de 1937) fue un militar australiano y funcionario colonial británico que se desempeñó como comisionado interino para la región de Galilea durante el mandato británico de Palestina. Fue asesinado por militantes árabes cuando se dirigía a orar en la Iglesia Anglicana de Cristo en Nazaret.

## Biografía
Lewis Yelland Andrews era hijo de A.E. Andrews natural de Sídney (Australia). Andrews se alistó en la Fuerza Expedicionaria Egipcia en la Primera Guerra Mundial y sirvió como soldado raso en Gallipoli en las filas del Australian Light Horse.  Más tarde se unió al Camel Transport Corps en Egipto y Palestina. Al final de la guerra había ascendido al rango de capitány trabajaba para la administración del Mandato británico de Palestina casi desde sus inicios. En esa época aprendió tanto árabe como hebreo y sirvió como oficial de distrito, luego, de 1920 a 1932, trabajó como asistente de distrito. Durante los siguientes cuatro años ocupó el puesto de oficial de desarrollo (1932-1936). Fue nombrado oficial de enlace con la Comisión Peel ese año y se convirtió en comisionado de distrito interino para la región de Galilea en 1937.
Andrews fue objeto de especial odio entre los palestinos de la zona de Galilea por la forma represiva en que llevó a cabo las medidas gubernamentales tras el estallido de la huelga general de 1936, y por su apoyo a los asentamientos sionistas en Galilea, donde ayudó activamente en los esfuerzos del Yishuv para comprar tierras en el valle de Jule. Aconsejó abiertamente a los judíos que formaran sus propias unidades de defensa. Antes de su muerte, participó en la organización de la Comisión Real Británica, donde apoyó la propuesta de dividir Palestina en áreas judías y árabes, una propuesta que disgustó amargamente a los palestinos, que lo consideraban su enemigo más fuerte.

### Asesinato
El 26 de septiembre de 1937, Andrews, Harry Pirie-Gordon (el subcomisionado de distrito) y el guardaespaldas de Andrews, el condestable Peter McEwan, que llegaban para asistir al servicio religioso en la Iglesia Anglicana de Cristo en Nazaret fueron interceptados por cuatro militantes palestinos enmascarados seguidores de Izzedin al-Qassam que les tendieron una emboscada. Andrews, que ese día estaba celebrando su 41 cumpleaños, murió en el acto y su guardaespaldas falleció más tarde en el hospital. Pirie-Gordon no fue alcanzado.

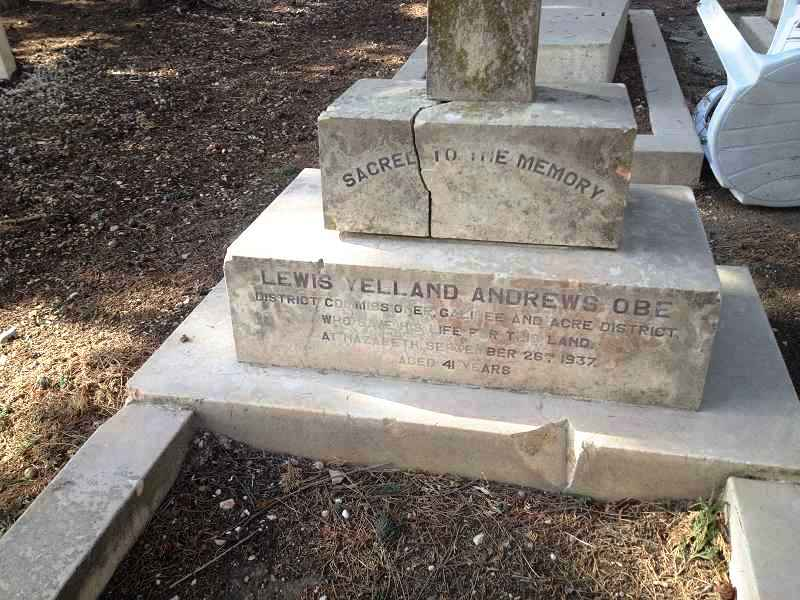
Tumba de Lewis Yelland Andrews en el cementerio Monte Sion en Jerusalén

Poco después del asesinato, un amigo australiano de sus días juntos en el regimiento de la Caballería Ligera se tambaleaba borracho y angustiado y disparaba a todos los árabes que aparecían en su punto de mira con un par de revólveres. El incidente fue silenciado y el amigo fue repatriado silenciosamente a Australia. Cientos de sospechosos de terrorismo fueron detenidos y sometidos a «persuasión caballerosa», que consistía en «Black and Tans», «turco» y de «tercer grado», métodos de interrogatorio lo suficientemente violentos como para ser considerados como tortura. Algunos, incluidas las mujeres, sufrieron violencia sexual y violaciones.
El Alto Comité Árabe (AHC) fue rápidamente declarado ilegal y Amin al-Husayni fue destituido de su cargo de presidente del Consejo Supremo Musulmán. El día después de que Jamal al-Husayni y otros cinco miembros del Comité, a quienes las autoridades británicas responsabilizaron de la reciente violencia árabe, recibieron órdenes de detención. Jamal se escapó a Siria mientras que al-Husayni, también temiendo ser arrestado, huyó al amparo de la oscuridad de Haram al-Sharif, donde se había refugiado, y finalmente se dirigió al Líbano.
Tanto David Ben-Gurión como Dov Hoz, líder fundador de la Haganá, consideraban a Andrews un amigo y aliado personal. A su muerte, fue elogiado por Itzjak Ben-Zvi, quien se convirtió en el futuro presidente de Israel. Andrews fue enterrado en Jerusalén, donde se conserva su tumba en el cementerio protestante Monte Sion. Dejó una viuda, Maude Elizabeth, y tres hijos: Tony, Diane y Georgina Mary.
Hay calles que llevan su nombre en las localidades israelíes de Tel Aviv y Netanya (donde desempeñó un papel importante en la limpieza de la zona de malaria).